# USS LST-63
O USS LST-63 foi um navio de guerra norte-americano da classe LST que operou durante a Segunda Guerra Mundial.